# 세명전기
세명전기공업(Semyung Electric Machinery)는 대한민국의 기업이다. 본사는 부산시 사상구 대동로 188(학장동)에 위치해 있으며 대표이사는 권철현이다.

## 사업
송·배·변전선로 가설용 금구류를 제조해 한국전력공사에 전철용 금구류를 한국철도공사 및 지하철 공사 등에 납품한다

## 참고문헌
1. ↑  박수진, 세명전기, 국민의힘 “전력망 특별법 1호 법안 발의 계획” 발표, 와이드경제, 2024년 6월 19일